# Saint-Donat
För andra betydelser, se Saint-Donat (olika betydelser).
Saint-Donat är en kommun i departementet Puy-de-Dôme i regionen Auvergne-Rhône-Alpes i centrala Frankrike. Kommunen ligger i kantonen La Tour-d'Auvergne som tillhör arrondissementet Issoire. År 2022 hade Saint-Donat 198 invånare.

## Befolkningsutveckling
Antalet invånare i kommunen Saint-Donat
| Referens: INSEE |